# Riehen
Riehen (schweizertyska: Rieche) är en ort och kommun i kantonen Basel-Stadt i Schweiz. Riehen är en av kantonens tre kommuner, de andra är Basel och Bettingen.
I Riehen finns Fondation Beyeler (ett känt privatägt galleri), ett leksaksmuseum och kyrkan St. Martin.

## Historia
Redan för 50 000 år sedan höll neandertalare till i området. En varaktig och kontinuerlig befolkning förmodar man fanns här omkring 3000 f.Kr. Omkring 500-talet grundade alemannerna en by. De tidigaste källbeläggen är från år 751 och omnämner ”Wahinhofen”, dagens Wenkenhof . Första gången namnet Riehen nämns är 1113.
1270 Riehen hörde till Furstbiskopsdömet Basel. Från 1444 till 1446 plundrades och brandskattades Riehen i följderna efter slaget vid St. Jakob an der Birs, liksom från 1490 till 1493 under Kappeler Fehde.
1522 kom Riehen i Basels stads ägo och 1528 inleddes reformationen. Under trettioåriga kriget ockuperades Riehens gränser. Byn uppsöktes också av många flyktingar.
1833 inträffade Basler Kantonstrennung, som ledde till att kantonen delades. Riehen hamnade i Basel-Stadt, tillsammans med den angränsande, betydligt mindre kommunen Bettingen, men höll valmöjligheterna öppna, för att senare en gång byta till Basel-Landschaft.
Under andra världskriget uppstod en (övergående) utflyttningsvåg till de inre delarna av Schweiz.
1958 införde Riehen som första kommun i Schweiz rösträtt för kvinnor i lokala val.

## Demografi
Kommunen Riehen har 22 408 invånare (2023).
|  | Tyska (90,7 %) |

|  | Franska (1,9 %) |

|  | Italienska (1,9 %) |

|  | Rätoromanska (0,2 %) |

|  | Övriga (5,3 %) |

|  | Tyska (89,4 %) |

|  | Franska (1,4 %) |

|  | Italienska (1,3 %) |

|  | Rätoromanska (0,1 %) |

|  | Övriga (7,8 %) |

Uppgifterna från 2000 är baserade på en folkräkning.
Uppgifterna från 2014 är baserade på fem på varandra följande årliga strukturundersökningar. Resultaten extrapoleras. De bör tolkas med försiktighet i kommuner med mindre än 3 000 invånare.

## Bildgalleri

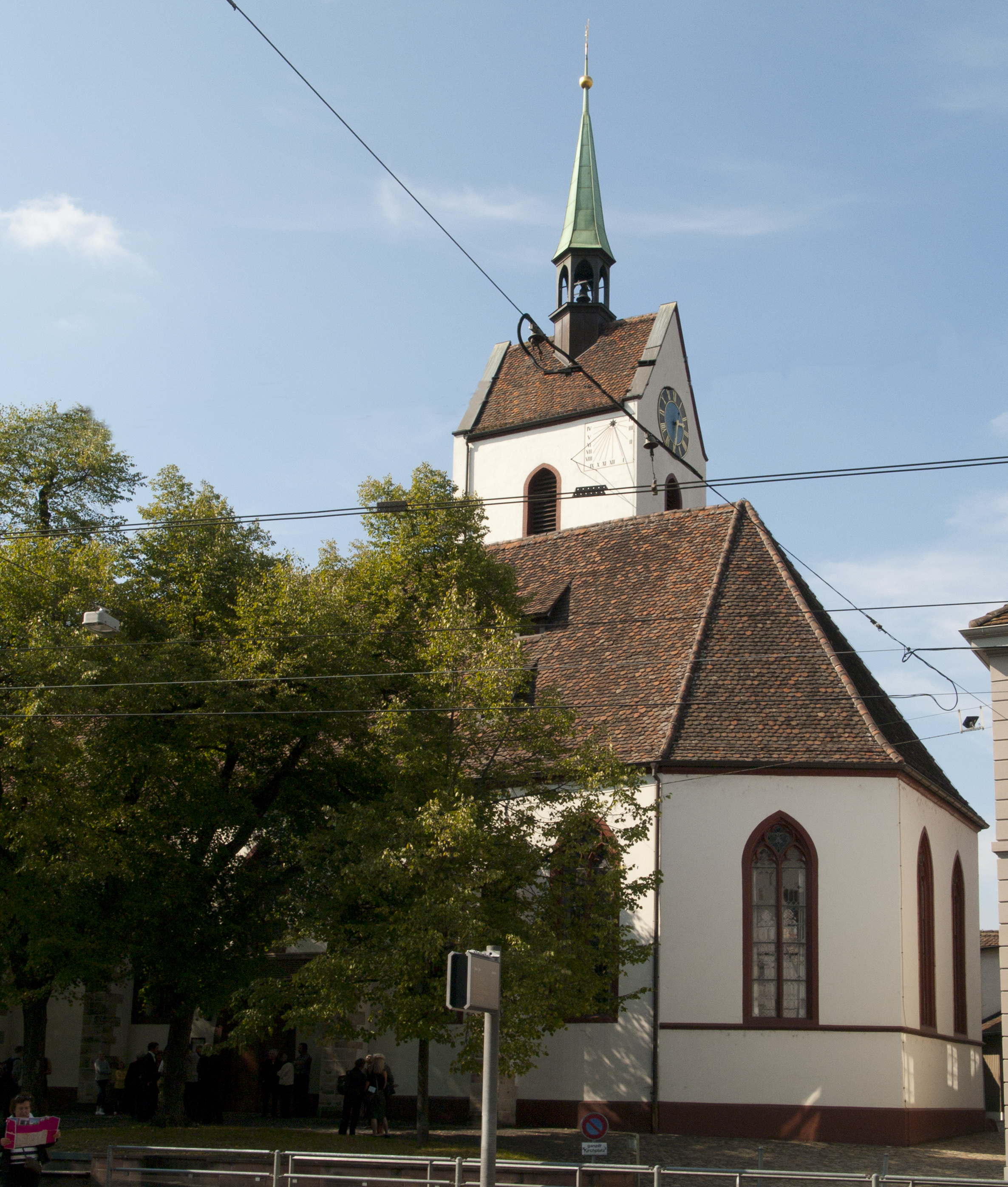
Reformerta kyrkan i Riehen.
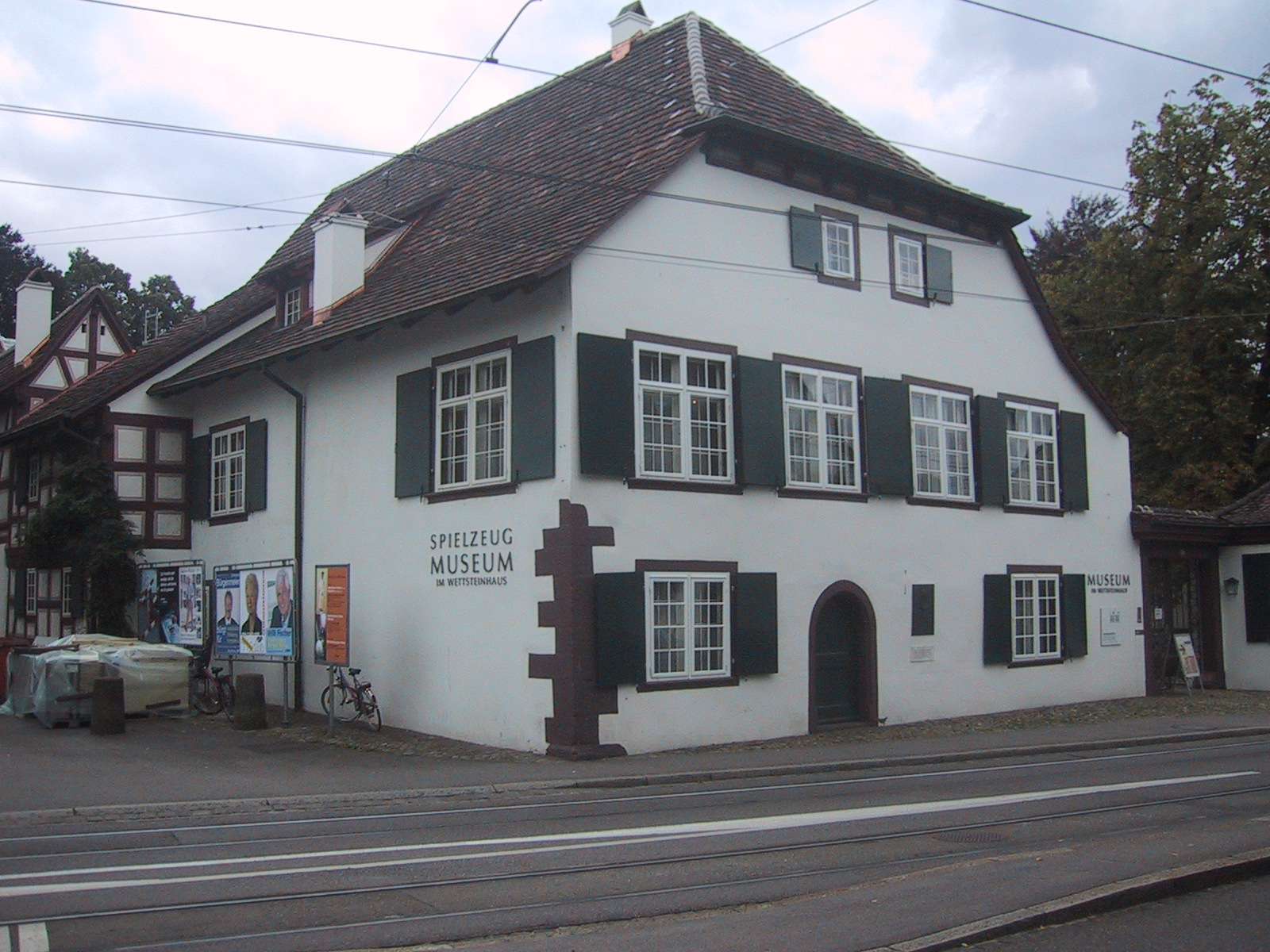
Leksaksmuseet.